# Aqüicultura
L'aqüicultura és la tecnologia aplicada a la cria, reproducció i cultiu de les espècies que viuen en l'aigua salada o dolça, tant si són animals com vegetals (algues principalment). amb finalitats comercial, alimentària, medicinal, domèstica o d'esbarjo. L'aqüicultura implica, una mena de domesticació per a la cria d'animals i el conreu de vegetals sota condicions controlades, al contrari que la pesca que recull espècies salvatges.
Tal com l'agricultura terrestre, el conreu intensiu de les aigües engendra problemes de pol·lució, eutrofització i destrucció d'hàbitats. Encara el 2017, la majoria de peixos aqüícoles són alimentats amb farina i oli de peix provinents de la pesca de captura, el que no és un model gaire sostenible.
Quan les espècies es crien dins del mar es parla de maricultura. L'aqüicultura rep noms específics segons l'espècie que es tracti que, entre altres (com els crustacis o les perles), són:
- Piscicultura: aqüicultura dels peixos com la carpa i el panga. Per exemple, la carpicultura és l'especialització de l'aqüicultura en la cria de carpes en un recinte amb finalitats de repoblació o comercials. L'any 2006 es van criar 18,3 milions de tones de carpes i ciprínids.[6][7]
- Algicultura: aqüicultura d'algues.
- Mitilicultura: aqüicultura de musclos i espècies afins.
- Ostreïcultura: aqüicultura d'ostres.
- Peneicultura: aqüicultura de gambes.
- Aqüicultura de llagostins

## Història
Les primeres traces d'aqüicultura documentada provenen de la Xina cap al 2500 aC. Quan pujaven les aigües després de les inundacions dels rius, alguns peixos (principalment carpes) quedaven atrapats en llacs i els primers aqüicultors els alimentaven (amb residus del conreu del cuc de la seda) per a menjar-se'ls quan havien crescut prou. A les illes Hawaii els polinesis també conreaven peixos en embassaments. Els japonesos des de molt antic cultivaven algues. Els antics romans també criaven peixos en basses anomenades piscina, pràctica que també imitaren els monestirs cristians allunyats del mar per a proveir proteïnes als dies d'abstinència de carn obligatòria o voluntària que eren múltiples, fins a dos terços de l'any per als premonstratesos d'estricta observància. Aquesta pràctica es va perdre quan les tècniques de conservació i de refrigeració es van millorar, fins que la sobrepesca va crear noves necessitats.

## Importància econòmica
L'any 2007, unes 430 (el 97%) de les espècies cultivades van ser adaptades a l'aqüicultura durant el segle xix i de mitjana es triga una dècada per a fer-ho en cada espècie.
Des de 1994 la producció mundial d'espècies «pescades» (peix, algues, mol·luscs i crustacis) s'estanca a l'entorn de 93 milions de tones, des del 2014 el volum d'espècies criades va sobrepassar per atènyer els 112 milions de tones el 2017 (de les quals 53,4 milions de tones de peix, la majoria (83,6%) peix d'aigua dolç), un augment de 6,24% per any des de 1994. L'estancament de les zones pesqueres del món i la sobreexplotació de les espècies marines més consumides, tot això combinat amb un augment de la demanda mundial proporciona un impuls addicional a la pràctica de l'aqüicultura. El 2017, 91% de la producció aqüícola es concentrava a l'Àsia.
El 2018 a Europa, l'aqüicultura representava aproximadament 20% de la producció i donava feina a unes 85.000 persones. El 2017 la Unió Europea va llançar el programa Mediterranean Aquaculture Integrated Development (MedAID) per estimular la investigació, millorar la competitivitat del sector tot i desenvolupar mètodes sostenibles. En tones, el 2017 els dos principals productors europeus són Noruega (1.308.633) i Espanya (311.031), lluny darrera la Xina (64.358.480) i Indonèsia (15.896.100).
Espanya destaca en la producció de musclos. Les espècies marines més produïdes són el llobarro, l'orada i el rèmol, i pel que fa les espècies d'aigua dolça, la truita arc de Sant Martí.

## Aqüicultura als Països Catalans
El 2005 es va estrenar l'Escola Aqüicultura dins de l'IES Alfacs a Sant Carles de la Ràpita, l'únic centre que imparteix aquesta formació a Catalunya, País Valencià i Illes Balears i que es la pionera a nivell estatal. El 2020 aquesta escola va esdevenir un centre propi del Departament d'Educació i va triar un nom nou: Institut d'Estudis Professionals Aqüícoles i Ambientals de Catalunya.